# Krisztina Raksányi
Krisztina Raksányi (Altötting, 26 settembre 1991) è una cestista ungherese.

## Carriera
Con l'Ungheria ha disputato tre edizioni dei Campionati europei (2015, 2017, 2019).